# スターファイター 未亡人製造機と呼ばれたF-104
『スターファイター 未亡人製造機と呼ばれたF-104』（スターファイター みぼうじんせいぞうきとよばれたF-104、Starfighter – Sie wollten den Himmel erobern）は、2015年のドイツのテレビ映画。
西ドイツ空軍（当時）における運用で、死亡事故発生の多さから「未亡人製造機」「ウィドウ・メーカー」の異名をとったF-104戦闘機に関する実話を題材に製作された。

## あらすじ
1962年6月19日、西ドイツ西部のネルフェニッヒ航空基地ではF-104戦闘機の展示飛行訓練が行われていた。突然、戦闘機は異状を示し４機全てが地上に墜落し、黒煙を上げる。これが、F-104の2件目の死亡事故であった。
1965年夏、ケルンの百貨店の香水売り場で働くベッティは親友のヘルガと共に、バーでハリーとリッチーと知り合う。後日、ベッティとヘルガは郊外のヴッパー橋の上に呼び出される。不審に思うが、やがて橋の上空を2機のF-104が通過し、彼らがパイロットであることを知る。型破りで大胆なハリーに、ベッティはすっかり夢中になる。ハリーの飛行隊では、隊長の退職（民航機への割愛）が決まっており、ハリーも有力な次期隊長候補者だった。
ロックンロールにハンバーガーと、西ドイツにアメリカ文化が広まりつつあった中で、ハリーとベッティは恋に落ちる。デートの翌朝、ハリーは司令に呼び出され、ヴッパー橋の低空飛行を厳しく問い質され、次期隊長はハリーと犬猿の仲のディーター・メルテンス大尉になったと告げられる。
隊長がディーターになり、ハリーとベッティの交際100日目が過ぎた頃、同僚のテオが訓練中に操縦不能となり脱出するが、射出された座席が頭部を直撃して殉職する。油圧系統の異状を疑ったハリーは、毎回の点検をするようディーターに食って掛かる。テオの葬儀の帰り、ディーターはハリーの提案が通ったことを告げる。ほどなくして、ハリーとベッティは結婚した。
二人のガーデン・パーティで、男たちの話題は次の選挙の争点、ドイツ連邦共和国基本法（ボン基本法）における緊急事態条項だった。そしてベッティの妊娠が発表され、仲間たちから祝福を受ける。やがて、ハリーの部隊を国防大臣が視察する。大臣の息子エリックが部隊に転属になることを踏まえ、パイロットたちは環境の改善を期待する。
1965年冬、ディーターの機体が訓練中に異状を示す。ディーターは突如体調不良を訴え失神し、自動操縦に切り替えていた。スウェーデン領キルナへの墜落が予期される中、ハリーはディーターの機体に接触し進路転換を試みるが上手くいかず、スウェーデン軍機の要撃を受ける。撃墜許可が出る中、ディーター機は山腹に墜落する。一方、ベッティは緊急事態を知るや基地に駆けつけるが、衛兵と揉みあいになる中で流産してしまう。傷心したベッティはハリーに民航機への転職を望むようになる。
ハリーは様々な原因を検討し、時には上官にも食って掛かる。そして、司令に呼び出されるが、司令もまた東西冷戦下、NATOにおける主導権をとるための政治的意図から空軍を異常な速さで900機規模に拡大したことに怒りを隠せないでいた。そしてハリーが新たな飛行隊長に任命される。ベッティは強く反発し、ケルンで左派運動に関わっているヘルガに相談すると離別を勧められる。一方のハリーも、妻のためについに退職を決心する。
ベッティが一度帰宅するためヘルガの自宅で荷造りをしていると、突然、リッチーが現れ、ベッティは夫の殉職を知る。事故原因を操縦ミスとされたことに納得できないベッティは、国防省や事故現場に自ら足を運んで真相を知ろうとし、やがて国家組織に対して強い疑念を抱くようになる。エヴィとともに、F-104墜落事故の未亡人たちに連絡すると、ほとんどが操縦ミスとされ、詳細な説明を受けていないことが発覚した。一方、リッチーも軍上層部がF-104導入を希望していなかったという情報を得る。ベッティはロッキード社の買収を初めとする陰謀を確信する。
1967年春、ベッティはハリーの忘れ形見アンネマリーを出産する。そしてヘルガを通じ、デア・シュピーゲル誌に陰謀論を訴えるが、国防大臣は揉み消しに動き、ベッティは一転マスコミの攻撃にさらされ、さらに軍事保安局に連行される。釈放されたベッティは、パイロット夫人仲間から村八分にされ居づらくなる。リッチーも退職を決心し、ヘルガと結婚する。国防大臣の記者会見を見て怒りを新たにしたベッティは、ロッキード社を相手に訴訟を起こすことを決心する。
米軍関係に精通した弁護士ゴードン・マークスが訪独すると知ったベッティは、彼に接触を図ると、集団訴訟を条件に承諾を得る。1968年冬、未亡人達の協力を集めるベッティの元に、夫と袂を分かったエヴィが現れる。一方、国防大臣はベッティの先手を打って、未亡人達に恩給を止めると脅迫し、ベッティを中傷していた。訴訟への協力者が集まらず、裁判を起こすことが出来ないまま時は流れ、1970年春、ついにエリックが殉職した。そして、エリックの未亡人ウテが自ら訴訟への協力を申し出、ウテが多くの未亡人を集会に呼ぶ。未亡人達はベッティに反発し離席しようとするが、ベッティは必死に説得し、ついに32名の協力者を得た。4年にも及ぶ訴訟の末、一人300万マルク（1975年のレートで3億4800万円）の賠償を勝ち取って帰国するベッティを、未亡人達が笑顔と感謝で出迎えるのだった。
エンディングで、116名の殉職者の名前と共に、今日まで責任の所在が明確にされていないことが示される。

## キャスト
（）内は日本語吹き替え声優。
- ベッティ・シェーファー（アルトマン） - ピッコ・フォン・グローテ（ドイツ語版）（勝田詩織）
- ハリー・シェーファー大尉 - スティーブ・ウィンドルフ（ドイツ語版）（竹内想）
- リッチー・ヴァイヒェルト中尉 - フレデリック・ラウ（高橋ちんねん）
- ヘルガ・ヴァルデック - アリス・ドワイヤー（ドイツ語版）（かとう有花）
- テオ・オーリンガー中尉 - マキシム・メーメット（ドイツ語版）（小倉直寛）
- マリア・オーリンガー - ヨゼフィーネ・ブッシュ（ドイツ語版）（堀籠沙耶）
- ヴェルナー・クランツ少佐 - クリストフ・シェッチンガー（ドイツ語版）（宮内隆臣）
- エヴィ・クランツ - パウラ・カレンベルク（一花さくら）
- カイザー大佐（司令） - ピーター・クレマ―（ドイツ語版）（大塚智則）
- ゴードン・マークス弁護士 - ウォルター・シトラー（ドイツ語版）（西垣俊作）